# Жабакуара (футбольный клуб)
Жабакуара Атлетико Клуб (порт.-браз. Jabaquara Atlético Clube) — бразильский футбольный клуб из города Сантус, штат Сан-Паулу.

## История
«Жабакуара» была основана группой испанских журналистов, работавших в Бразилии, членов Союза спортивных ассоциаций и членов Ассоциации европейских иммигрантов. Они собрались в доме Хосе Домингеса районе Жабакуара города Сантус. Для новой команды были предложены наименования «Жабакуара» и «Нова-Синтра». Но клуб назвали «Эспанья» (порт.-браз. Hespanha), которое предложил чернокожий, являвшийся бывшим рабом. Официальной датой основания «Футбольного клуба Эспанья» считается 15 ноября 1914 года. Первый же официальный матч новая команда провела лишь два года спустя против команды «Клуб Афонсу XIII», завершившийся вничью 1:1. 7 ноября 1942 года, после начала второй мировой войны клуб принял решение на переименование, из-за политического давления, ассоциировавшего команду с Испанией. Назван он был «Жабакуара» в честь района, где он был основан. При этом клуб стал не первым, носившим это имя.
С 1917 года «Жабакуара» стала играть в чемпионате штата Сан-Паулу. Клуб выступал в высшем дивизионе чемпионата штата. В 1941 году команда стала одной из основателей Федерации Паулиста по футбола. В 1945 году в «Жабакуаре» произошёл финансовый кризис, приведший к продаже ценной земли в районе Понта-да-Прайя. Клуб после этого стал играть в низшей половине таблицы, пока не вылетел во второй дивизион в 1963 году. В 1967 году «Жабакуара» приняла решение отказаться от профессионального футбола, возвратившись в профессиональный дивизион лишь в 1977 году. В 2011 году клуб вышел во второй дивизион чемпионата штата.

## Стадион
Первый стадион клуба был построен в 1916 году. В 1924 году клуб построил стадион «Антониу Алонсу», назвав его по имени владельца. Там клуб выступал до 1939 года. Клуб стал играть на стадионе, расположенном в районе Понта-да-Прайя, который из-за финансового кризиса вскоре был продан.
В 1971 году был построен стадион Эспанья. В 1985 году он был расширен. Стадион находится в районе Канелейра, из-за чего «Жабакуара» была названа «Лев из Канелейры».